# Calceolaria sparsiflora
Calceolaria sparsiflora là một loài thực vật có hoa trong họ Calceolariaceae. Loài này được Kunze mô tả khoa học đầu tiên năm 1851.